# Serie 1800 de CP

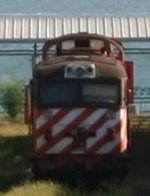
Locomotora de la Serie 1800, aparcada en el depósito de material de la Estación Ferroviaria de Barreiro.

La Serie 1800 se refiere a un tipo de locomotora de tracción diésel-eléctrica, que estuvo al servicio de la antigua operadora Caminhos de Ferro Portugueses.

## Historia
Totalmente construidas en las instalaciones de la compañía Sociedades Reunidas de Fabricações Metálicas, entraron en servicio en 1968, asumiendo sus primeros servicios en la Línea de Beira Alta; hasta la entrada de la Serie 1960, en 1979, que las sustituyó en aquellas rutas, estas locomotoras eran las más potentes de toda la flota de la operadora Caminhos de Ferro Portugueses.
Esta familia de locomotoras, de elevado perfil, se aseguró servicios de pasajeros y mercancías por toda la red de ancho largo en territorio nacional, con predominancia en las Líneas de la Beira Baixa, Oeste, y Norte. En sus años finales, su presencia fue más acentuada en el Sur del país.
En 2001, previéndose la desactivación de las locomotoras de esta serie, se comenzó con las que presentaban averías cuyo costo de reparación fuese demasiado elevado; en esta altura, se encontraban todas en servicio, excepto la 1801, que fue preservada, con el esquema de colores original, en el Museo Nacional Ferroviario, y a 1807.
Después de la desactivación, fueron todas aparcadas en el depósito de material junto a la Estación Ferroviaria de Barreiro.

## Características

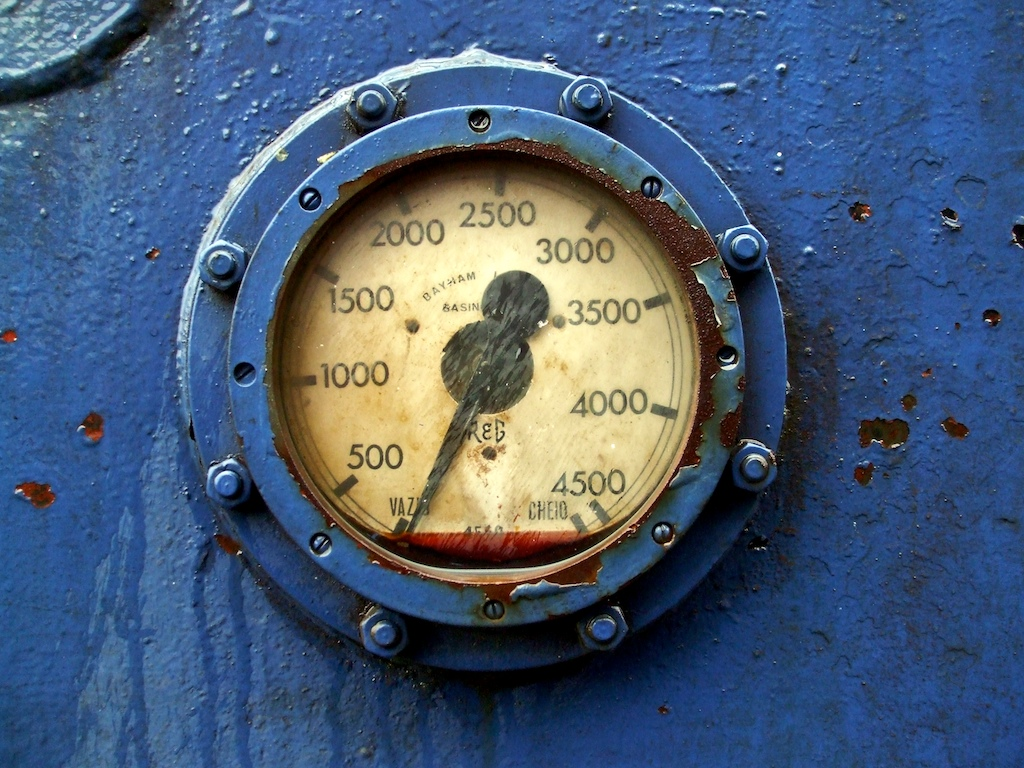
Detalle de la locomotora número 1801.

### Ficha técnica
- Datos generales
  - Año de entrada en servicio: 1968[2]
  - Tipo de transmisión: Eléctrica
  - Naturaleza de servicio: Línea[3]
  - Ancho de vía: 1668 mm
  - Licencia de construcción: English Electric[3]
  - Número de unidades construidas: 10[3]
  - Tipo de locomotora (constructor): LD 937 C
  - Potencia nominal (ruedas): 2022 Cv / 1509 kW[3]
  - Disposición de los ejes: co' co'[2]
  - Diámetro de las ruedas (nuevas): 1100 mm
  - Número de cabinas de conducción: 2
  - Freo neumático: Vacío «Dual»
  - Areneros (número): 8
  - Velocidad máxima: 140 km/h
  - Esfuerzo de tracción:
    - En el arranque: 26 513 kg / 260 kN (U=0,25)[3]
    - En régimen continuo: 17 750 kg
    - Velocidad correspondiente al régimen continuo: 31 km/h
    - Esfuerzo de tracción a velocidad máxima: 3300 kg
- Fabricantes
  - Partes mecánicas: English Electric
  - Motores de tracción: English Electric
  - Transmisión: English Electric
  - Freno: Westinghouse Brake and Signal Company Ltd
  - Lubrificadores de verdugos: Lubrovia
  - Registador de velocidad: Hasler
  - Transmisión de movimiento: English Electric
  - Equipamiento de aporte eléctrico: No tiene
  - Sistema de hombre muerto: Davies & Metcalfe / Oerlinkon
- Freno dinámico
  - Esfuerzo máximo de las ruedas: No tiene
  - Velocidad correspondiente: No tiene
- Pesos
  - Pesos (vacío) (Tm):
    - Motor diésel: 20,85
    - Generador principal: 6,40
    - Motor de tracción: 6 x 2,72
    - Bogies completos: 2 x 22
    - Total: 76,69

  - Pesos (aprovisionamientos) (Tm):
    - Combustible: 3,795
    - Aceite del diésel: 0,552
    - Agua de refrigeración: 1,360
    - Arena: 0,800
    - Personal y herramientas: 0,200
    - Total: 6,707

  - Pesos (total) (Tm):
    - Peso en vacío: 103,60
    - Peso en orden de marcha: 110,30
    - Peso máximo: 110,30
- Motor diésel de tracción
  - Cantidad: 1
  - Tipo: 16CSVT
  - Número de tiempos: 4
  - Disposición y número de cilindros: V 16
  - Diámetro y curso: 254,0x304,8 mm
  - Cilindrada total: 274 I
  - Sobrealimentación: Si
  - Potencia nominal (U. I. C.): 2735 Cv
  - Velocidad nominal: 850 rpm
  - Potencia de utilización: 2620 Cv
- Transmisión de movimiento
  - Tipo: 1 Generador C.C. EE 840; 6 Motores de Tracción EE 538
  - Características esenciales: Suspensión por el morro; ventilación forzada; relación de las engranajes: 66:19